# The Red Planet
The Red Planet (с англ. — «Красная планета») — студийный альбом английского клавишника Рика Уэйкмана, выпущенный 19 июня 2020 года и записанный с альтернативным составом его аккомпанирующей группы The English Rock Ensemble. Первоначально планировалось, что альбом выйдет 3 апреля 2020 года, но он был отложен до июня 2020 года. Цифровое издание вышло 19 июня, а на физическом носителе — 27 июня.

## История создания
Альбом был анонсирован в выпуске ежемесячного блога Уэйкмана за январь 2020 года, размещённом на его веб-сайте Rick Wakeman Communication Centre. Артист сообщил, что готовит новый альбом в жанре инструментального прогрессивного рока, который будет «насыщенно клавишным» и похожим по стилю на его дебютный альбом 1973 года The Six Wives of Henry VIII. В течение недели после анонса Уэйкман разместил в своём Твиттере ряд новостей, в том числе сообщение о том, что запись была начата 13 января, и этот сеанс работы в студии был продуктивным и вдохновляющим. 11 февраля Уэйкман сообщил о завершении работы над основными треками. Был сделан официальный анонс о выпуске альбома, и одновременно были представлены его название, обложка и дата выпуска. В начале марта 2020 года Уэйкман сообщил, что запись завершена и что Джордан завершает микширование. Альбом был выпущен R&D Media, новым издателем, основанным Робом Эйлингом вместе с журналистом и продюсером рок-музыки Дугом Харром.
The Red Planet стал первым альбомом Уэйкмана и English Rock Ensemble в жанре прогрессивного рока после Out There (2003), в котором также затрагивалась космическая тематика, как и в более ранних No Earthly Connection (1976) и 2000 A.D. Into the Future (1993). По словам Уэйкмана, альбом отличается от его предыдущих альбомов с группой не только тем, что он инструментальный, но и разнообразными музыкальными стилями. Также он отметил, что альбом посвящён только одной планете: Марсу.
В записи альбома участвовали два давних участника аккомпанирующей группы The English Rock Ensemble: басист Ли Помрой и гитарист Дэйв Колкухун, а также барабанщик Эш Соан. В качестве продюсера выступил сам Уэйкман, а также долгое время работавший с ним продюсер и техник Эрик Джордан, который также занимался сведением альбома.

## Выпуск
Выпуск The Red Planet был запланирован на 3 апреля 2020 года, а на следующий день в Национальном космическом центре в Лейчестере должно было состояться прослушивание со 150 зрителями. Однако из-за пандемии коронавируса прослушивание было отменено, а выпуск альбома отложен до июня 2020 года. Альбом был выпущен онлайн 19 июня, с последующим изданием на физических носителях. Первые 1000 копий грампластинки были напечатаны на 180-граммовом двойном красном виниле, пронумерованы, подписаны и имеют обложку с особой pop-up иллюстрацией. Первые 2000 компакт-дисков также подписаны и пронумерованы и имеют обложку с другой pop-up иллюстрацией.

## Список композиций
Альбом состоит из восьми инструментальных треков, продолжительностью от 5 до 10 минут. Каждый трек вдохновлён каким-либо объектом на поверхности Марса: горами (Mons) Арсия, Павлина, Аскрийская и Олимп, Северным (Planum Boreum) и Южным полюсами, куполом Фарсида и долинами Маринер.
Автором музыки всех треков является Рик Уэйкман.
| №                   | Название            | Длительность |
| ------------------- | ------------------- | ------------ |
| 1.                  | «Ascraeus Mons»     | 5:53         |
| 2.                  | «Tharsis Tholus»    | 6:17         |
| 3.                  | «Arsia Mons»        | 6:10         |
| 4.                  | «Olympus Mons»      | 5:20         |
| 5.                  | «The North Plain»   | 6:53         |
| 6.                  | «Pavonis Mons»      | 7:14         |
| 7.                  | «South Pole»        | 7:35         |
| 8.                  | «Valles Marineris»  | 10:02        |
| Общая длительность: | Общая длительность: | 55:21        |

## Участники записи
Музыканты
- Рик Уэйкман — клавишные
- Дэйв Колкухун — гитара
- Ли Померой — бас
- Эш Соан — ударные

Производство
- Рик Уэйкман — продюсирование
- Эрик Джордан — продюсирование, сведение
- Тоби Вуд — сведение
- Саймон Хейворт — мастеринг
- Билл Селлар — ремастеринг
- Мартин Роберт Кук — обложка

## Отзывы критиков
Владимир Импалер (InRock) поставил альбому оценку 8/10 и отметил, что Уэйкман не использует привычную стилистику «космического» звучания, отработанную другими исполнителями (Жан-Мишель Жарр, Ozric Tentacles), а показывает несколько механистическую музыку со «статичными и незатейливыми» ритмами и темами, редко сменяющими друг друга, что напомнило критику «мерное, механистичное движение марсохода по чужой планете». Он отметил, что несмотря на это, при внимательном прослушивании можно открыть вторые планы и аллюзии, как на классическую музыку (Мусоргского — в «Olympus Mons», «Планеты» Холста — в концовке), так и на других рок-музыкантов («Arsia Mons» — «Hocus Pocus» Focus). По мнению Владимира, «синтезаторные» темы в альбоме несколько теряются на фоне басовых, гитарных и фортепианных партий, однако поклонников Yes и The Six Wives of Henry VIII должна порадовать последняя 10-минутная композиция «Valles Marineris», «симфо-прог-эпик на основе ритма болеро, с крещендо и мощным финалом».
В обзоре Prog отмечалось, что прошедшие с выхода прошлого «космического» альбома 17 лет не мешают Уэйкману передавать ощущение драматических и тёмных тайн далёкого неизвестного, и что треки альбома действительно создают атмосферу, позволяющую слушателю затеряться в бесконечном пространстве. Он отметил, что хотя в альбоме и можно услышать оттенки, присущие группе Yes, однако всё же это в основном альбом самого Уэйкмана. Также критик отметил хорошую работу аккомпанирующей группы, которая стала идеальным фоном для воображения и таланта композитора.